# Zdziebud
Zdziebud — staropolskie imię męskie, złożone z dwóch członów: Zdzie- („uczynić, zdziałać, zrobić”) i -bud („budzić”).
Odpowiedniki w innych językach:
- staroczeski — Sdebud[1]